# بقة (مدينة)
بقة هي مدينة قديمة تقع على الفرات في هيت في الأنبار ذكرها ياقوت الحموي وكانت من مدن المناذرة.